# پوچائیف
شهر پوچائیف (به روسی: Почаїв) در استان ترنوپیل در کشور اوکراین واقع شده‌است. جمعیت این شهر ۸٬۲۴۰ نفر  است.